# W-inds.Single Collection ”BEST ELEVEN”
『w-inds.Single Collection"BEST ELEVEN"』（ウィンズ・シングル・コレクション“ベスト・イレヴン”）は、2008年1月1日に発売された日本のヒップホップダンス&ダンスユニット、w-inds.の2枚目のベスト・アルバム。

## 解説
13thシングル「四季」から23rdシングル「Beautiful Life」までの11枚のシングルと、"SUPER SUB"と銘打たれた新曲3曲とライヴ音源1曲の4曲を加えた全15曲収録。
アルバムタイトル"BEST ELEVEN"は、収録されているシングル曲が11曲であることに由来する。メンバーがサッカー愛好家であることに因み、"シングルすべてがMVP"とのコンセプトの元に名づけられ、ジャケット等もサッカー・チームをモチーフにしたデザインとなっている。尚"MVP"に対し、新曲およびライヴ音源はまとめて“控え選手”を表す"SUPER SUB"と銘打たれた（下記参照）。

## SUPER SUB

### INNOVATOR
「INNOVATOR」（イノベーター）は、w-inds.の2枚目のベストアルバム『w-inds.Single Collection"BEST ELEVEN"』に収録された、"SUPER SUB"と銘打たれた収録曲4曲の内の新曲1（リリース当時）。タイトル及び詞中での"INNOVATOR"は“革新者”の意。鈴木明男によるサックスが大々的にフィーチャーされている。

### Past Tense
「Past Tense」（パスト・テンス）は、"SUPER SUB"収録曲4曲の内の新曲2。タイトル及び詞中での"Past Tense"は“過去形”の意。“時間は立ち止まることがない”と歌う感傷バウンシーミッド。

### Shangri-La
「Shangri-La」（シャングリラ）は、"SUPER SUB"収録曲4曲の内の新曲3。タイトル及び詞中での"Shangri-La"は“桃源郷（シャングリラ）”の意。詞中にも登場する弦楽器・シタールが要所要所でフィーチャーされたオリエンタルな楽曲。詞中には他にも“バンブー（竹）”、“オリエンタル”、“エキゾチック”、“アジア”といった単語が登場し、言語の違うアジアの異民族の女性との恋模様が描かれている。これは当時のw-inds.が本格的にアジア圏に進出したことによって導き出された世界観であると考察される。

### Forever Memories 〜2007 Live version〜
「Forever Memories 〜2007 Live version〜」（フォーエバー・メモリーズ～2007 ライヴ・ヴァージョン）は、"SUPER SUB"収録曲4曲の内の1曲で、w-inds.の2007年のツアー"Live Tour 2007 〜Journey〜"日本武道館公演にて歌唱されたデビュー・シングル「Forever Memories」のライヴ・ヴァージョンである。

## CD収録曲・DVD収録内容
| CD"MVP"       |                                                | |              |      |
| 01            | 四季                                           | 作詞・作曲・編曲:Hiroaki Hayama                                                                                     | 13thシングル | 4:55 |
| 02            | 夢の場所へ                                     | 作詞:jam/作曲・編曲:Jeff Miyahara,Kazuhito Imai                                                                     | 14thシングル | 4:19 |
| 03            | 変わりゆく空                                   | 作詞・作曲:Kiyohito Komatsu/編曲:Daisuke Kahara                                                                     | 15thシングル | 4:52 |
| 04            | 十六夜の月                                     | 作詞:shungo./作曲:Ryoki Matsumoto/編曲:Daisuke Kahara                                                               | 16thシングル | 5:32 |
| 05            | 約束のカケラ                                   | 作詞:Kiyohito Komatsu/作曲:Ryoki Matsumoto/編曲:Daisuke Kahara                                                      | 17thシングル | 5:11 |
| 06            | IT'S IN THE STARS                              | 作詞:shungo./作曲:Lasse Andersson,Thomas Thornholm/編曲:Koma2 Kaz                                                   | 18thシングル | 3:31 |
| 07            | TRIAL                                          | 作詞:shungo./作曲:Hiroo Yamaguchi/編曲:Koma2 Kaz                                                                    | 19thシングル | 4:47 |
| 08            | ブギウギ66                                     | 作詞:Takamitsu Shimazaki,Satori Shiraishi/作曲:Satori Shiraishi/編曲:Keiji Tanabe                                   | 20thシングル | 4:10 |
| 09            | ハナムケ                                       | 作詞:shungo./作曲:Thomas Gustafsson,Hugo Lira,Simon Perry/編曲:Koma2 Kaz                                            | 21stシングル | 3:40 |
| 10            | LOVE IS THE GREATEST THING                     | 作詞:shungo./作曲:Henrik Korpi,Jens Bergmark,Lisa Millett/編曲:Koma2 Kaz                                            | 22ndシングル | 3:36 |
| 11            | Beautiful Life                                 | 作詞:shungo./作曲:Samuel Waermo,Mimmi Waermo,Pontus Soderqvist/編曲:Koma2 Kaz                                       | 23rdシングル | 3:42 |
| CD"SUPER SUB" |                                                | |              |      |
| 12            | INNOVATOR                                      | 作詞:shungo./作曲:Joans Saeed,Pia sjoberg/編曲:Koma2 Kaz                                                            | 新曲1        | 3:53 |
| 13            | Past Tense                                     | 作詞:Kiyohito Komatsu/作曲:Hiten Bharadia,Iain James Farquharson,Phillip-Marc Anquetil,Kevin Teasley/編曲:Koma2 kaz | 新曲2        | 4:01 |
| 14            | Shangri-La                                     | 作詞:shungo./作曲:Hugo Lira,Thomas Gustafsson,Negin,Ian-Paolo Lira/編曲:Koma2 Kaz                                   | 新曲3        | 3:07 |
| 15            | Forever Memories 〜2007 Live version〜         | 作詞・作曲・編曲:Hiroaki Hayama                                                                                     | ライヴ音源   | 5:04 |
| DVD           |                                                | |              |      |
| 1             | JACKET SHOOTING                                | |              |      |
| 2             | INTERVIEW                                      | |              |      |
| 3             | w-inds. Live Tour "Journey" in Taiwan DOCUMENT | |              |      |

## タイアップ
| M-1  | 四季                       | ブルボン『ブルボンガム』CMソング                                                                               |
| M-2  | 夢の場所へ                 | 日本テレビ系『第83回全国高等学校サッカー選手権大会』イメージソング                                             |
| M-3  | 変わりゆく空               | ブルボン『ブルボンガム』CMソング                                                                               |
| M-4  | 十六夜の月                 | 日本テレビ系『音楽戦士 MUSIC FIGHTER』2005年9月度オープニングテーマ                                            |
| M-5  | 約束のカケラ               | ブルボン『ブルボンガム』CMソング 日本テレビ系『クイズ発見バラエティー イッテQ!』2005年12月度エンディングテーマ |
| M-6  | IT'S IN THE STARS          | ブルボン『はなのどガム』CMソング 日本テレビ系『落下女』2006年2月度エンディングテーマ                           |
| M-7  | TRIAL                      | FIFA、JFA公認映画『GOAL!』日本語吹替え版テーマソング                                                           |
| M-8  | ブギウギ66                 | 『dwango.jp』CMソング 日本テレビ系『スポんちゅ』2006年9月度テーマソング                                        |
| M-9  | ハナムケ                   | ブルボン『ビタミンCガム』『はなのどガム』CMソング                                                              |
| M-10 | LOVE IS THE GREATEST THING | 映画『シュレック3』日本語吹き替え版イメージソング music.jp独占先行配信（TV-SPOT投下）                          |
| M-11 | Beautiful Life             | ABC・テレビ朝日系列ドラマ『オトコの子育て』主題歌                                                              |